# Гайсинська округа
Га́йсинська окру́га  — адміністративно-територіальна одиниця УСРР, утворена 7 березня 1923 року у складі Подільської губернії. Адміністративний центр — місто Гайсин.

## Історія
Гайсинську округу створено згідно з постановою ВУЦВК від 7 березня 1923 р. № 311 «Про адміністративно-територіальний поділ Подільської губернії». Округа поділялася на 14 районів: Бершадський, Гайсинський, Гранівський, Дашівський, Зятковецький, Красносільський, Ладижинський, Ольгопільський, Ситковецький, Соболівський, Теплицький, Тернівський, Устянський, Хащуватський.
19 листопада 1924 року постановою ВУЦВК і Раднаркому УСРР на території Гайсинської округи утворено новий Джулинський район та розформовано Красносільський, Устянський і Зятковецький райони. Одночасно було дещо змінено як межі районів Гайсинської округи, так і зовнішні межі самої округи. 
Проєкт постанови ВУЦВК і СНК щодо розформування Гайсинської, Шевченківської, Олександрійської та Бердянської округ у відповідності до постанови Пленуму ЦАТК, у зв'язку з необхідністю додаткового уточнення окружних кордонів, виносився на розгляд Комісії по переходу на триступеневу систему управління. Їх окружні кордони встановлювались у відповідності до постанови ЦАТК від 11 травня 1925 р.

Рішенням Президії ВУЦВК від 3 червня 1925 року Гайсинську округу було ліквідовано через економічну слабкість і поганий зв'язок периферії округи з окружним центром, а її територію переважно включено до Тульчинської округи.

Згідно з названим проєктом Гайсинську округу Подільської губернії планувалося розформувати з віднесенням території: Теплинського, Терновського та частини Грановського районів до складу Уманської округи Київської губернії; Хащеватського району до складу Первомайської округи Одеської губернії; Дашевського та Ситковецького районів до складу Вінницької округи Подільської губернії; Гайсинського, Соболевського, Ладижинського, Бершадського, Ольгопольського, Джулинського районів до складу Тульчинської округи Подільської губернії.

Проєкт розформування Гайсинської округи цілком відповідав попередньому проєкту ВУЦВК та СНК та був схвалений Укрдержпланом. Задля врегулювання окружних кордонів, у відповідності до клопотання місцевого населення, ЦАТК визнала за доцільне передачу чотирьох сільрад Оратівського району Уманської округи Київської губернії до складу Дашевського району Гайсинської округи, що розформувалася. У зв'язку з переходом на триступеневу систему управління ЦАТК і надалі вносила корективи в адміністративно-територіальний поділ Подільської губернії. Корективи торкнулись районування Вінницької, Проскурівської, Кам'янецької, Могилівської округ. Найбільших змін зазнали: Вінницька округа, в якій розформувався Юзвинський район; Кам'янецька округа, де розформувався Калюський район; Могилівська округа, у складі якої створювався новий Яругський район.

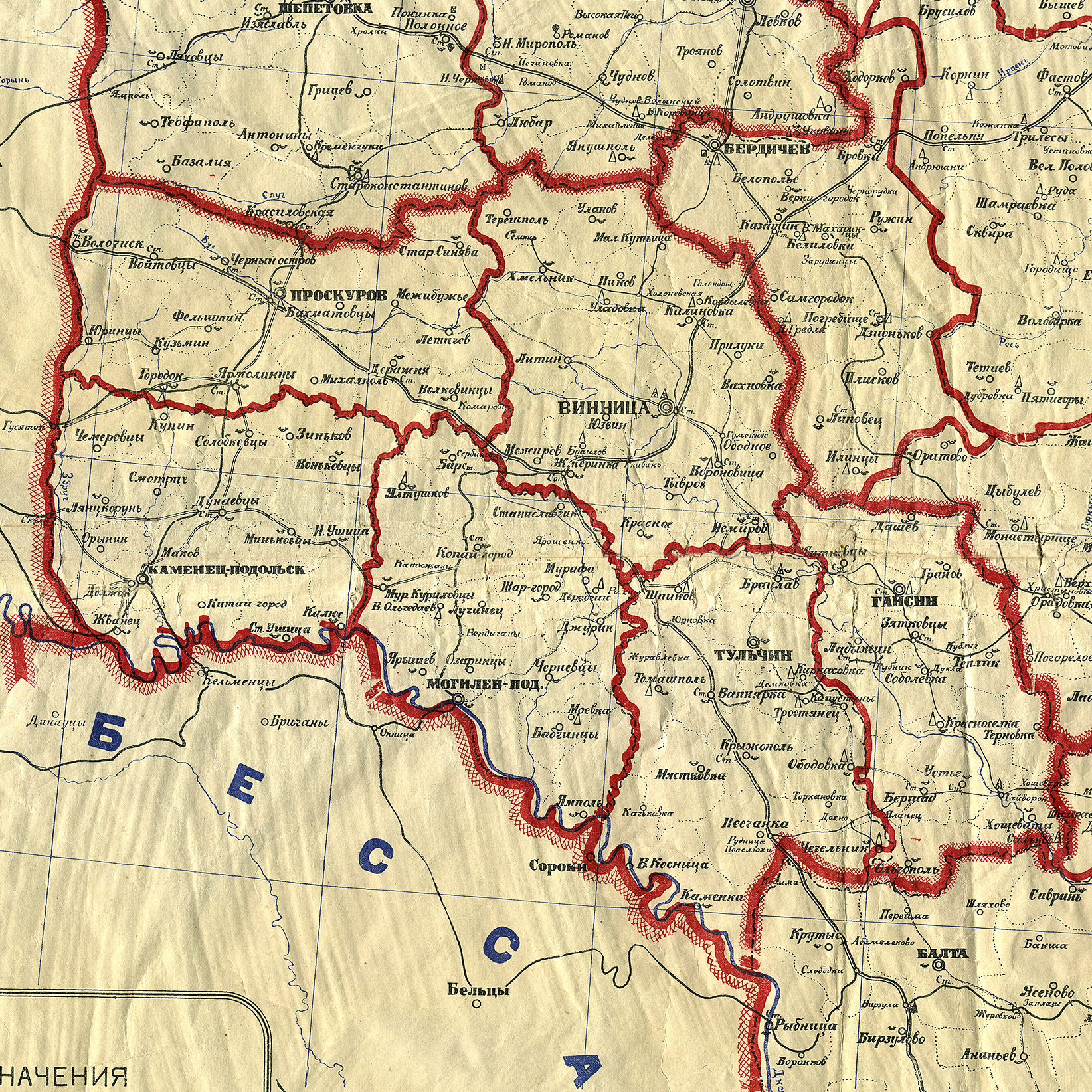
Карта Гайсинської округи у складі Подільської губернії, 1923
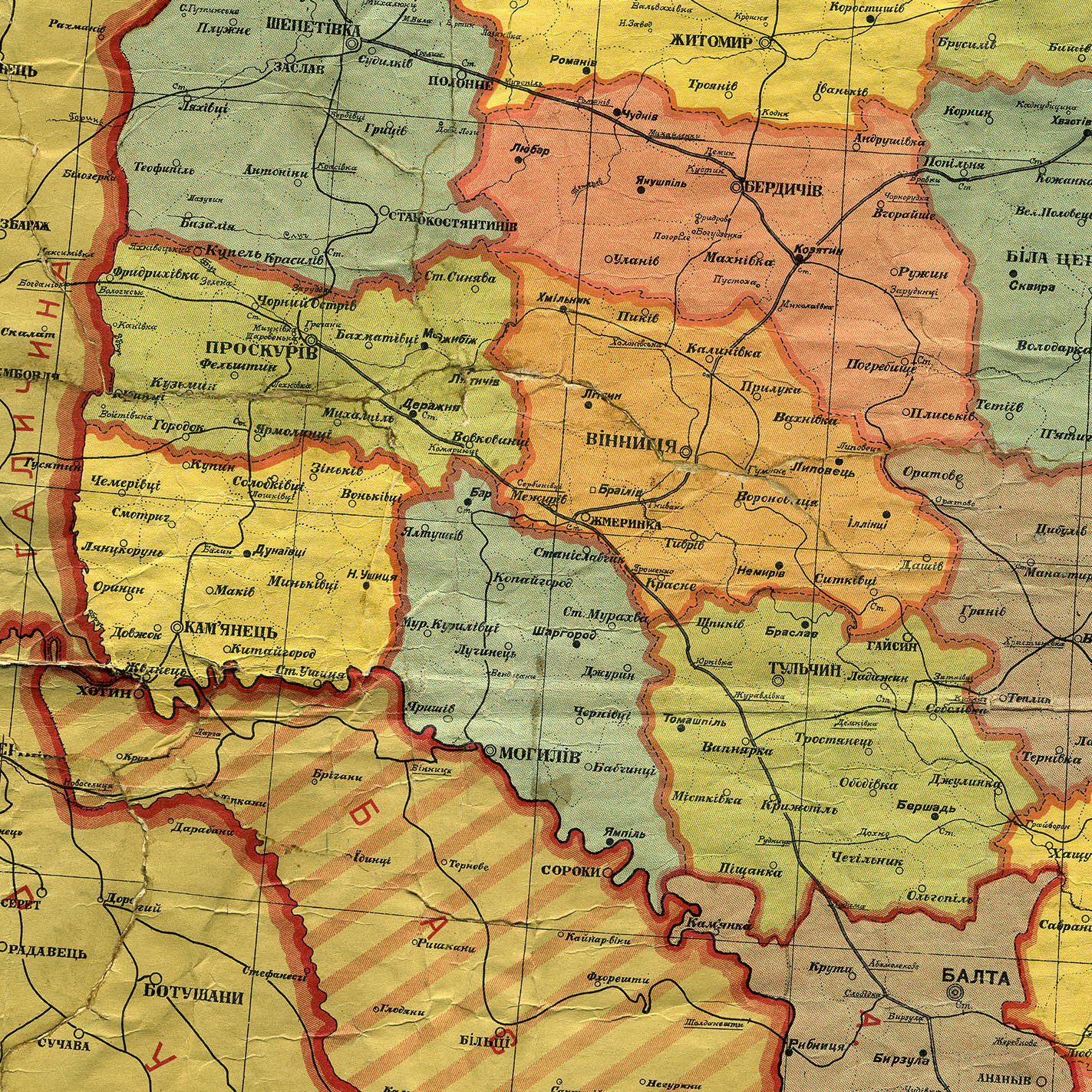
Карта Тульчинської округи, адміністративні межі станом на 1 жовтня 1925
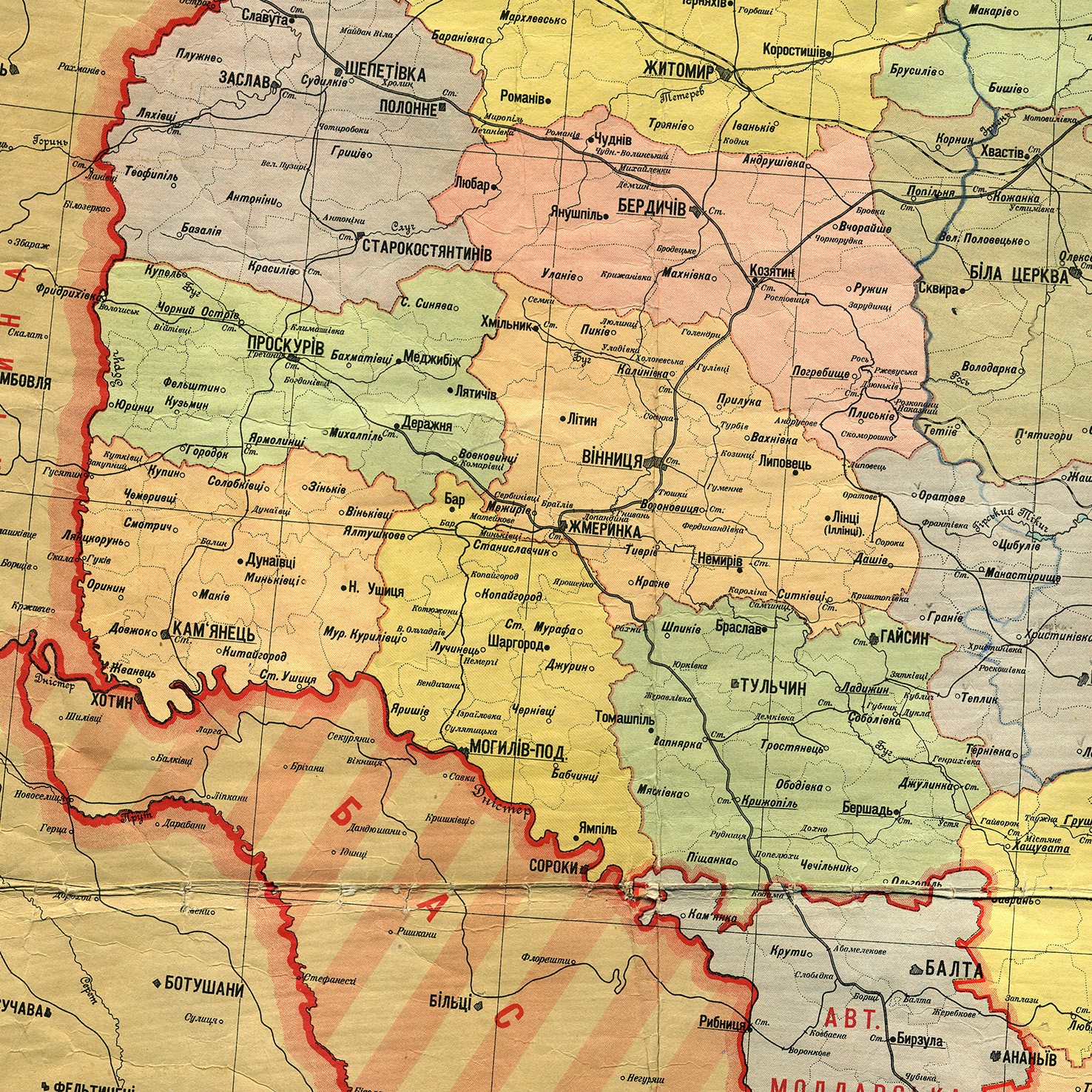
Карта колишньої Тульчинської округи, адміністративні межі станом на 1 березня 1927

## Керівники округи

### Відповідальні секретарі окружного комітетуКП(б)У
- Проскуряков (1923—1924),
- Руттер Олександр Михайлович (1924—12.03.1925),
- Барабаш М. П. (12.03.1925—1925).

### Голови окружного виконавчого комітету
- Атюнін І. Г. (.03.1923—1923),
- Рижаков М. С. (1923—1924),
- Самойленко (1924—.06.1925)